# Kabinett Pembangunan V
Das Kabinett Pembangunan V (Fünftes Entwicklungskabinett) wurde in Indonesien am 23. März 1988 von Staatspräsident Suharto gebildet und war das fünfte Kabinett der von Suharto ausgerufenen sogenannten Orde Baru (Neue Ordnung). Es löste das Kabinett Pembangunan IV ab und blieb bis zum 17. März 1993 im Amt, woraufhin das Kabinett Pembangunan VI gebildet wurde.

## Kabinettsmitglieder
| Staatspräsident | Staatspräsident |
| --------------- | --------------- |
|                 | General Suharto |

| Vizepräsident | Vizepräsident |
| ------------- | ------------- |
|               | Sudharmono    |

### Koordinierende Minister
| Nr. | Amt                                                                                   | Amtsinhaber       |
| --- | ------------------------------------------------------------------------------------- | ----------------- |
| 1   | Koordinierender Minister für Politik und Sicherheit                                   | Sudomo            |
| 2   | Koordinierender Minister für Wirtschaft, Finanzen, Industrie und Entwicklungsaufsicht | Radius Prawiro    |
| 3   | Koordinierender Minister für Volkswohlfahrt                                           | Soepardjo Roestam |

### Minister
| Nr. | Amt                                                | Amtsinhaber                 |
| --- | -------------------------------------------------- | --------------------------- |
| 4   | Innenminister                                      | Rudini                      |
| 5   | Außenminister                                      | Ali Alatas                  |
| 6   | Minister für Verteidigung und Sicherheit           | Leonardus Benyamin Moerdani |
| 7   | Justizminister                                     | Ismail Saleh                |
| 8   | Informationsminister                               | Harmoko                     |
| 9   | Finanzminister                                     | J. B. Sumarlin              |
| 10  | Handelnsminister                                   | Arifin Siregar              |
| 11  | Minister für Genossenschaften                      | Bustanil Arifin             |
| 12  | Landwirtschaftsminister                            | Wardojo                     |
| 13  | Industrieminister                                  | Hartarto Sastrosunarto      |
| 14  | Minister für Bergbau und Energie                   | Ginandjar Kartasasmita      |
| 15  | Minister für öffentliche Arbeiten                  | Radinal Mochtar             |
| 16  | Verkehrsminister                                   | Azwar Anas                  |
| 17  | Minister für Bildung und Kultur                    | Fuad Hassan                 |
| 18  | Gesundheitsminister                                | Adhyatma                    |
| 19  | Religionsminister                                  | Munawir Sjadzali            |
| 20  | Arbeitsminister                                    | Cosmas Batubara             |
| 21  | Minister für Transmigration                        | Sugiarto                    |
| 22  | Sozialministerin                                   | Haryati Soebadio            |
| 23  | Forstminister                                      | Hasjrul Harahap             |
| 24  | Minister für Tourismus, Post und Telekommunikation | Susilo Sudarman             |

### Staatsminister mit Geschäftsbereichen
| Nr. | Amt | Amtsinhaber               |
| --- | --- | ------------------------- |
| 25  | Staatsminister für nationale Entwicklungsplanung Vorsitzender der Nationalen Entwicklungsplanungsagentur      | Saleh Afiff               |
| 26  | Staatsminister für die Stärkung des Staatsapparats                                                            | Sarwono Kusumaatmadja     |
| 27  | Staatsminister für Forschung und Technologie Vorsitzender der Agentur für Technologiebewertung und -anwendung | Bacharuddin Jusuf Habibie |
| 28  | Staatsminister für Bevölkerung und Umwelt                                                                     | Emil Salim                |
| 29  | Staatsminister für Jugend und Sport                                                                           | Akbar Tanjung             |
| 30  | Staatsminister für öffentlichen Wohnungsbau                                                                   | Siswono Yudo Husodo       |
| 31  | Staatsministerin für Frauenangelegenheiten                                                                    | Sulasikin Murpratomo      |
| 32  | Kabinettssekretär mit Ministerrang                                                                            | Murdiono                  |

### Staatssekretäre
| Nr. | Amt | Amtsinhaber                |
| --- | --- | -------------------------- |
| 33  | Staatssekretär im Finanzministerium | Nasrudin Sumintapura       |
| 34  | Staatssekretär im Finanzministerium | Sudrajad Djiwandono        |
| 35  | Staatssekretär im Staatsministerium für nationale Entwicklungsplanung stellvertretender Vorsitzender der Nationalen Entwicklungsplanungsagentur | Bernardus Sugiarta Muljana |
| 36  | Staatssekretär im Industrieministerium | Tungki Ariwibowo           |
| 37  | Staatssekretär im Landwirtschaftsministerium | Sjarifuddin Baharsjah      |
| 38  | Stellvertretender Kabinettssekretär im Range eines Staatssekretärs                                                                              | Saadillah Mursjid          |

### Mitglieder des Kabinetts mit Ministerrang
| Nr. | Amt                               | Amtsinhaber                                      |
| --- | --------------------------------- | ------------------------------------------------ |
| 39  | Oberbefehlshaber der Streitkräfte | Try Sutrisno seit 19. Februar 1993: Edi Sudrajat |
| 40  | Generalstaatsanwalt               | Sukarton Marmosujono seit 29. Juni 1990: Singgih |
| 41  | Gouverneur der Zentralbank        | Adrianus Mooy                                    |

## Weblink
- Pembangunan V: Kabinet Menteri (1988–1993) (Memento vom 1. August 2018 im Internet Archive)